# ディズニー・ストリーミング・サービス
ディズニー・ストリーミング（英: Disney Streaming）は、ウォルト・ディズニー・カンパニー（ディズニー・エンターテインメント）が運営する動画配信サービス事業部門である。

## 概要
NetflixやAmazonプライム・ビデオなどの定額制動画配信サービスはアメリカのみならず世界的に注目され続けてきた。
近年「ディズニー・チャンネル」や「ディズニーXD」、「ディズニージュニア」などのディズニー・ブランデッド・テレビジョンやウォルト・ディズニー・テレビジョンなどのメディア・テレビ事業部門が低迷してきたため、動画配信サービスを世界的に開始した。
ウォルト・ディズニー・カンパニーは以前から動画配信サービスの「Hulu」の株の一部を取得して買収していたが、2019年5月に完全買収し、その後も同年3月に21世紀フォックス（20世紀フォックス）を買収した事により、ディズニーとNetflixは売上的に激戦になるのではと予想されている。 
ディズニーは新しい会社ウォルト・ディズニー・ダイレクト・トゥ・コンシューマー&インターナショナルを設立した。
ディズニーは独自の「Disney+」と呼ばれる動画配信サービスを開始すると発表。2019年11月12日にアメリカなどでサービスを開始し、開始初日に接続トラブルがあったが加入者数は早くも1000万人を突破。世界の主要各国でも2021年までに順次展開する予定である。それ以外でも「Hulu」やスポーツ番組「ESPN+」を始め、日本限定向けの「ディズニーデラックス」、イギリス限定向けの「DisneyLife」を運営し、ディズニーは現在急加速で成長しており、今後も動画配信サービス事業にとても力を入れていく。

## ストリーミング・サービスの競走
ディズニー以外でもワーナー・ブラザースの親会社であるワーナーメディアが動画配信サービス「HBO Max」を2020年5月27日に開始すると発表した。NBCユニバーサルでも同様のサービスである「Peacock」を同年7月から始めることを明らかにしている。

## 部門一覧

### Disney+
2019年11月12日にアメリカとカナダの北米地域とオランダでサービスを開始した動画配信サービス。ディズニー作品や20世紀フォックス以外にもピクサー、マーベル、スター・ウォーズ、ナショナルジオグラフィックをDisney+で配信し、更にスター・ウォーズの『ザ・マンダロリアン』などのDisney+独自作品も制作している。

### Hulu
ディズニーによる買収後、大人向けな動画配信サービスへと変更すると発表された。

### EPSN+
EPSN+はディズニー傘下のスポーツ番組「ESPN」が見放題になる動画配信サービスである。